# Seznam korpusov Indijske kopenske vojske
Seznam korpusov Indijske kopenske vojske.

## Oštevilčeni
- 1. korpus
- 2. korpus
- 3. korpus
- 4. korpus
- 9. korpus
- 10. korpus
- 11. korpus
- 12. korpus
- 14. korpus
- 15. korpus
- 21. korpus
- 33. korpus

## Sistemski
- Korpus inženircev Indijske kopenske vojske
- Oklepni korpus Indijske kopenske vojske
- Polk artilerije